# العلاقات الأرجنتينية المغربية
العلاقات الأرجنتينية المغربية هي العلاقات الخارجية التي تربط بين الأرجنتين والمغرب. اعترفت الأرجنتين باستقلال المغرب عام 1956. أنشئت علاقات دبلوماسية بين البلدين في عام 1960. وكانت الأرجنتين واحدة من بين أوائل الدول التي اعترفت باستقلال المغرب في 1956. الأرجنتين لديها سفارة في الرباط. المغرب لديه سفارة في بوينس آيرس.
كلا البلدين أعضاء كاملي العضوية في مجموعة ال 77.

## مغربية الصحراء
جدد الرئيس السابق للأرجنتين إدواردو دوالده في عام 2003، بدعم بوينس آيرس "للوحدة الترابية للمغرب. في هذه الحقبة من العولمة، الأرجنتين لن تتسامح مع الانفصال وإنشاء الكيانات المجهرية، وقال الرئيس الأرجنتيني في اجتماع في بوينس آيرس مع أحمد القادري، نائب رئيس غرفة المستشارين المغربية، المجلس الأعلى للبرلمان.
صرح السفير الأرجنتيني في المغرب إدجاردو بيوتزي في عام 2003، ان بلاده لا تعترف بالبوليساريو ونددت دائما بالوضع في مخيمات تندوف جنوب شرق الجزائر. في مقابلة نشرتها صحيفة مغربية «الصحراء المغربية» الناطقة بالعربية، بأن الدبلوماسي الأرجنتيني يصف احتجاز الأسرى المغاربة في مخيمات تندوف، منذ أكثر من خمسة وعشرين عاما بأنها مخزية، مضيفا أن الأرجنتين قد أيدت دائما موقف واضح: إن الصحراء بلا شك مغربية.

## الشراكة الاقتصادية
وقع المغرب والأرجنتين في الرباط في عام 2000 ثلاث اتفاقيات رئيسية لإستغلال مصائد الأسماك، والتجارة والتعاون بين مركز تنمية الصادرات المغربية ونظيره الأرجنتيني. تم التوقيع بالأحرف الأولى على الوثائق من قبل الخارجية محمد بن عيسى وزير الخارجية وزير العلاقات الأرجنتين خلال الحفل الختامي الذي عقد في الرباط. وأشار بن عيسى إلى أن أعمال اللجنة كانت ناجحة مع اعتماد عدد كبير من المشاريع في قطاعات الزراعة ومصايد الأسماك والإسكان وتخطيط المدن، والطاقة والمناجم والصناعة والمعدات والسياحة والاستثمار والثقافة والتعليم والبحث العلمي والتدريب المهني.
أعلنت وزارة التجارة الخارجية الأرجنتينية عن إطلاق استراتيجية جديدة لتعزيز العلاقات الاقتصادية مع المغرب، ضمن توجه أوسع نحو الانفتاح على إفريقيا والشرق الأوسط. وتشمل هذه المبادرة تنظيم بعثة تجارية متعددة القطاعات إلى الدار البيضاء في 7 و8 أكتوبر 2025، تركز على قطاعات البرمجيات وقطع غيار السيارات والصناعات الدوائية.
تهدف البعثة إلى إرساء شراكات جديدة وفتح فرص أمام الشركات الأرجنتينية في السوق المغربية. وقد بلغت صادرات الأرجنتين إلى المغرب في مايو 2025 نحو 105 ملايين دولار، مقابل واردات بقيمة 68.5 مليون دولار، بفائض تجاري لصالح الأرجنتين بلغ 36.3 مليون دولار.
وستتضمن الزيارة لقاءات بين رجال الأعمال وزيارات ميدانية لمؤسسات اقتصادية، إلى جانب فعاليات للتواصل مع ممثلين من القطاعين العام والخاص.

## وصلات خارجية
- Argentine Ministry of Foreign Relations: list of bilateral treaties with Morocco (بالإسبانية فقط)
- السفارة المغربية ببونس آيرس

## هوامش
1. ↑  "Argentina renews backing to Morocco's territorial integrity". مؤرشف من الأصل في 2012-02-05.
2. 1 2  "Assahraa Al Maghribia: Argentina does not recognize Polisario, denounces situation in Tindouf camps". مؤرشف من الأصل في 2012-05-23.
3. ↑  "Morocco and Argentina sign several cooperation agreements". مؤرشف من الأصل في 2012-02-14.
4. ↑  قالب:استشهاد بالويب